# Ngware
Ngware is een dorp in het district Kweneng in Botswana. De plaats telt 919 inwoners (2011).